# Campeonato de Portugal de 1922–23
O Campeonato de Portugal de 1922–23 foi a 2ª edição do Campeonato de Portugal. Realizou-se entre 3 de junho e 24 de junho de 1923. O Sporting foi o campeão, após vencer a Académica de Coimbra por 3-0 na final, sendo o 1º título do clube.

## Formato
Para esta esta edição da competição qualificaram-se os vencedores de 6 Campeonatos Regionais: da AF Algarve, da AF Braga, da AF Coimbra, da AF Lisboa, da AF Madeira e da AF Porto. Isto representa um aumento do número de clubes em relação à época anterior, que só contava com os vencedores da AF Lisboa e da AF Porto.
Todos os jogos são jogados a uma só mão, em campo neutro, com recurso a prolongamento e penáltis, se necessário. Na 1ª eliminatória participam apenas os clubes da AF Braga e da AF Coimbra, na 2ª eliminatória entra o clube da AF Algarve e nas meias-finais entram os clubes da AF Lisboa, da AF Madeira e da AF Porto.
| Eliminatória    | Equipas em prova | Equipas envolvidas | Equipas da eliminatória anterior | Novas entradas | Associações que entram nesta eliminatória |
| --------------- | ---------------- | ------------------ | -------------------------------- | -------------- | ----------------------------------------- |
| 1ª eliminatória | 6                | 2                  | —                                | 2              | AF Braga, AF Coimbra.                     |
| 2ª eliminatória | 5                | 2                  | 1                                | 1              | AF Algarve.                               |
| Meias-finais    | 4                | 4                  | 2                                | 3              | AF Lisboa, AF Madeira, AF Porto.          |
| Final           | 2                | 2                  | 2                                | —              | —                                         |

## Participantes
| Equipa               | Cidade                     | Associação |
| -------------------- | -------------------------- | ---------- |
| Académica de Coimbra | Coimbra                    | AF Coimbra |
| Braga                | Braga                      | AF Braga   |
| Lusitano VRSA        | Vila Real de Santo António | AF Algarve |
| Marítimo             | Ilha da Madeira            | AF Madeira |
| Porto                | Porto                      | AF Porto   |
| Sporting             | Lisboa                     | AF Lisboa  |

## 1ª eliminatória
| 3 de junho | Académica de Coimbra               | 2-1 | Braga      | Porto                                               |  |
|            | - Augusto Pais 24' - José Neto 64' |     | - Lara 34' | Estádio: Campo do Bessa Árbitro: António Figueiredo |  |

## 2ª eliminatória
| 10 de junho | Académica de Coimbra                       | 3-2 (pro.) | Lusitano VRSA                           | Lisboa                                             |  |
|             | - José Afonso 25', 89' - Augusto Pais 111' |            | - António Costa 51' - Batista Salas 70' | Estádio: Campo Grande 412 Árbitro: Vítor Gonçalves |  |

## Meias-finais
| 17 de junho | Académica de Coimbra              | 2-1 | Marítimo             | Lisboa                                             |  |
|             | - José Afonso 15' - José Neto 65' |     | - José Rodrigues 73' | Estádio: Campo da Palhavã Árbitro: Albertino Gomes |  |

| 17 de junho                          | Sporting                                    | 3-0 | Porto | Coimbra                                                        |  |
| 16:30                                | - João Maia 24' - Francisco Stromp 66', 81' |     |       | Estádio: Campo dos Bentos Público: 10 000 Árbitro: Robert Todd |  |
| Ver também: FC Porto vs. Sporting CP |                                             |     |       |                                                                |  |

## Final
| 24 de junho | Sporting                                                         | 3-0 | Académica de Coimbra | Faro                                                                      |  |
| 18:00       | - Francisco Stromp 12' - Joaquim Ferreira 18' (pen.), 53' (pen.) |     |                      | Estádio: Campo da Senhora da Saúde Público: 4 000 Árbitro: Eduardo Vieira |  |